# Acizzia immaculata
Acizzia immaculata är en insektsart som beskrevs av Heslop-harrison 1961. Acizzia immaculata ingår i släktet Acizzia och familjen rundbladloppor. Inga underarter finns listade i Catalogue of Life.